# Kratonohy
Kratonohy (německy Kratenau) jsou obec v okrese Hradec Králové. Obec se skládá z vlastních Kratonoh a místní části Michnovka. Žije zde 646 obyvatel. Vzdálenost od Hradce Králové je 16 km.

## Název
Význam jména představuje vesnici lidí, kteří měli krátké nohy, jde o posměšné jméno.

## Historie
První historická zmínka o obci pochází z roku 1316, ale byly zde učiněny nálezy předmětů z mladší doby kamenné (pazourkové nožíky, škrabadla atd.). V historii stála v Kratonohách tvrz a vesnice byla samostatným zemanským statkem. Na místě bývalé tvrze stál barokní zámek. Střídal se tu rod Dobřenských a Kinských (Vchýnských), mezi majiteli se objevuje Jan Václav Michna z Vacínova, který v obci v letech 1707–1710 přestavěl kostel. Ve 20. století byla vesnice připojena na elektrickou síť a byl vystavěn hřbitov.
Historickou hodnotu má barokní kostelík s kazatelnou v podobě velryby. V oltářním výklenku je socha sv. Jakuba. Výklenek vykládaný polodrahokamy, je prý napodobením hrobky sv. Jakuba Většího ve španělské Compostele.

## Kultura
Škola v Kratonohách existovala už na počátku 18. století, jako škola farní. Dnes je tu 5 tříd. Je tu školka, škola, fotbalové hřiště, tenisové kurty, hostinec a sál, ve kterém dřív bylo kino, dnes se v něm konají plesy, slavnostní příležitosti a cvičení.
Kratonohy jsou rodištěm dvou generací lidových básníků Volných.

## Doprava
Jižní okraj zastavěného území tvoří silnice II/611, tedy původní hlavní silnice I/11 z Prahy na Hradec Králové před otevřením dálnice D11.
Jižně od zastavěného území prochází od roku 1873 železniční trať Velký Osek – Hradec Králové, na které je zřízena zastávka Kratonohy.

## Památky v obci
- Barokní kostel svatého Jakuba Staršího
- Socha sv. Jana Nepomuckého z r. 1739 před kostelem
- Bývalý zámek – jednopatrová dvoukřídlá budova na východním konci obce s vrcholně barokní bránou hospodářského dvora, dnes užívaného Zemědělským družstvem.
- Kaplička u hřbitova pod památnou lípou

## Rodáci
Jaroslav Čihák (1891–1944), divizní generál, příslušník Obrany národa

## Galerie

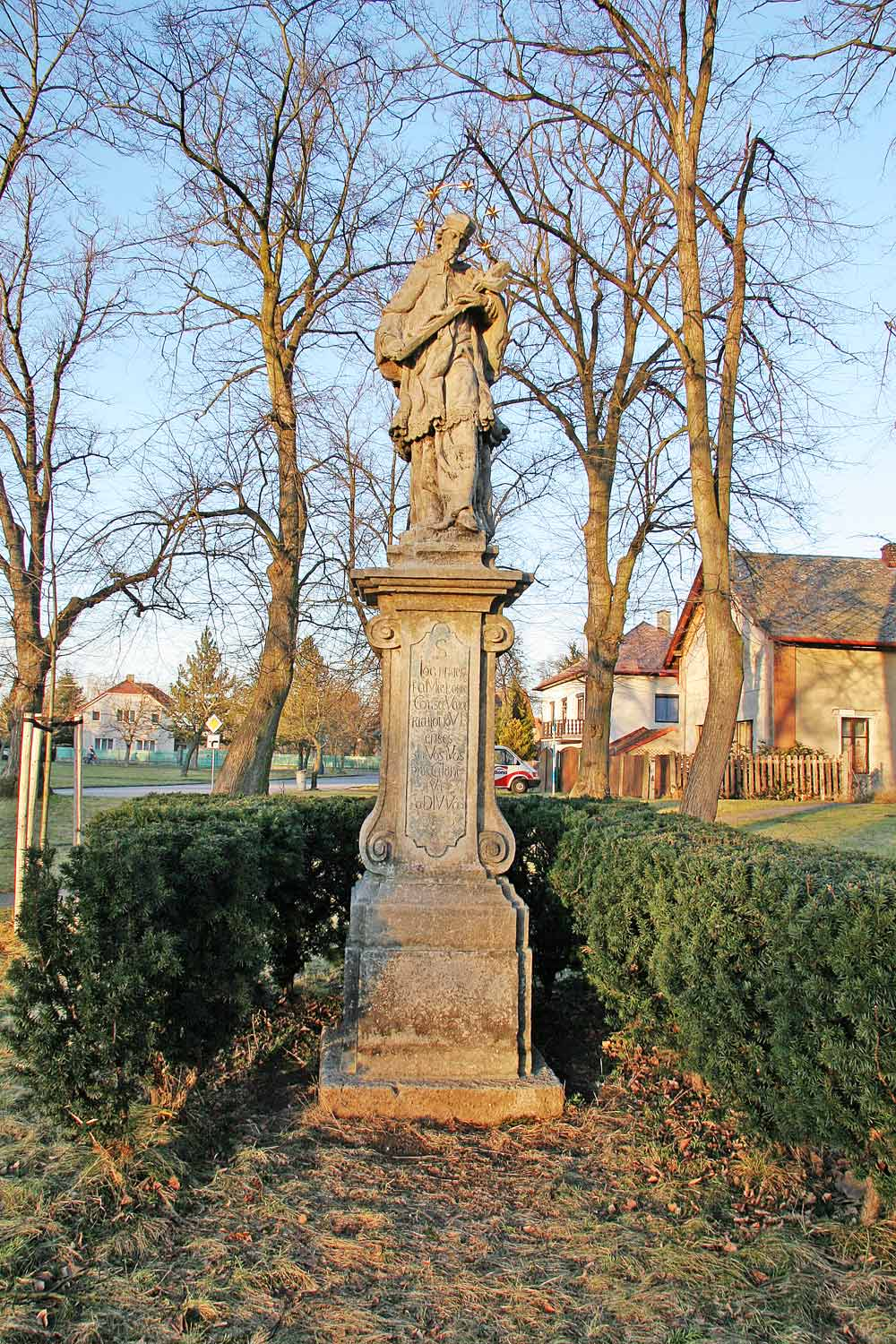
Socha sv. Jana Nepomuckého
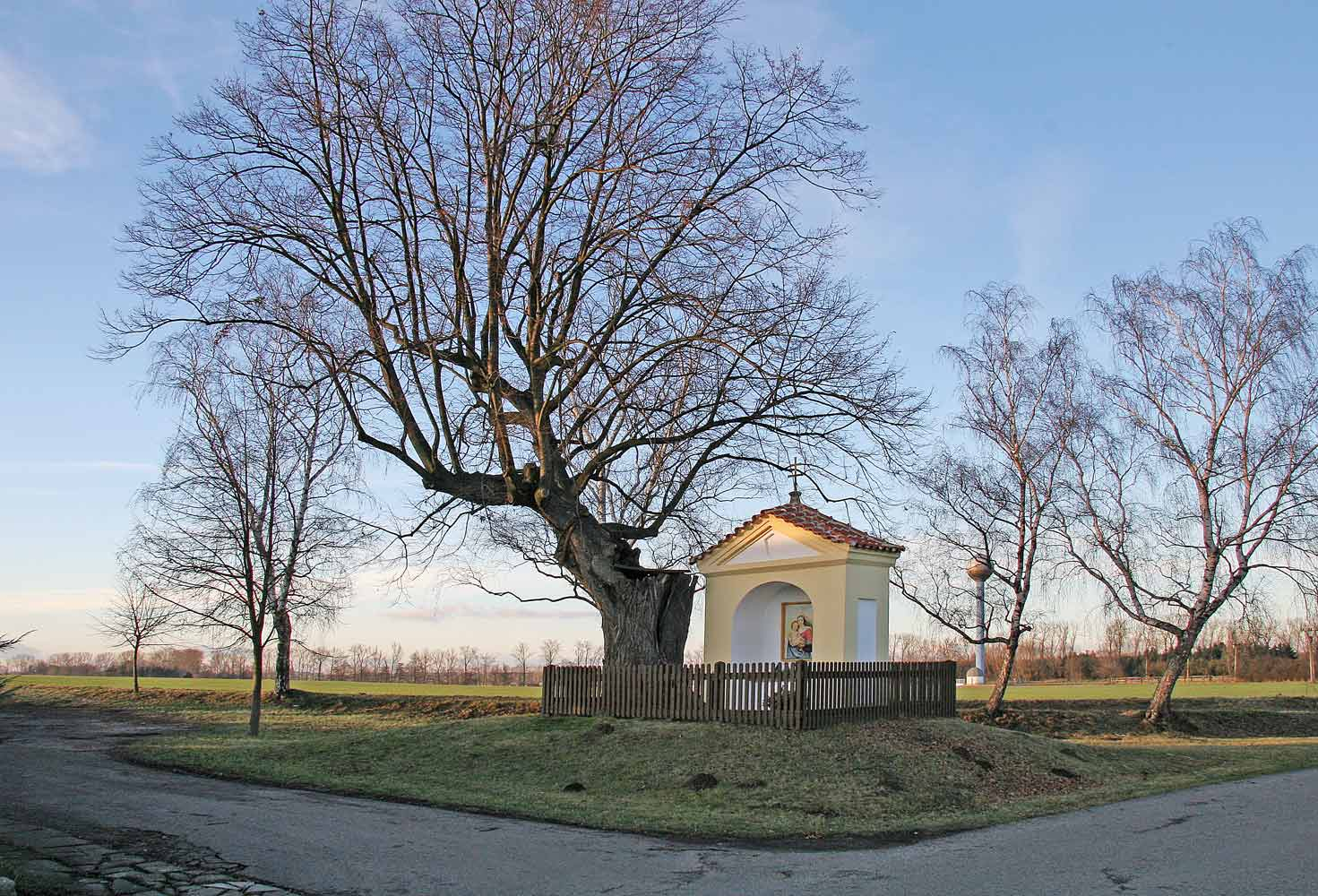
Kaplička u hřbitova
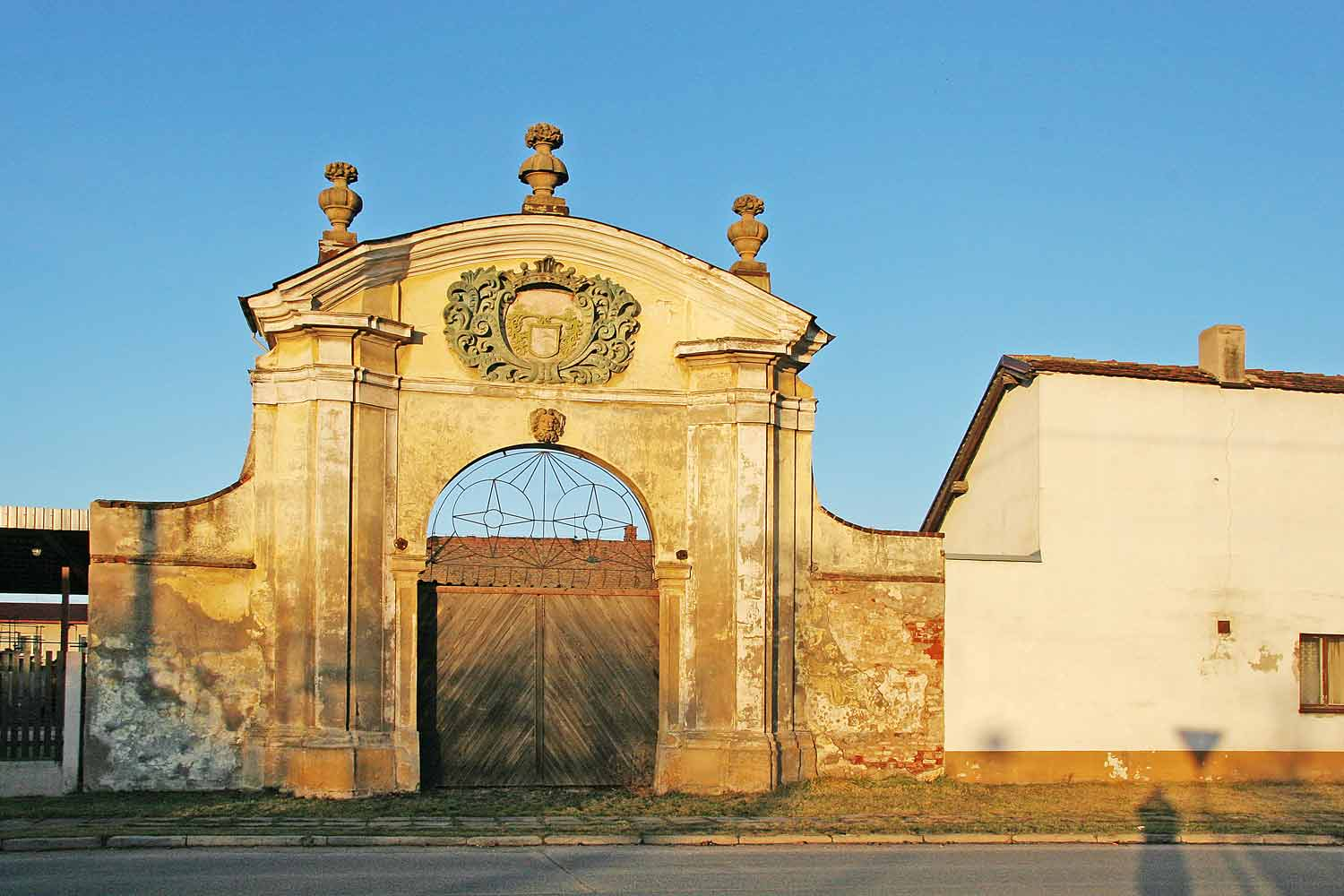
Barokní brána do bývalého hospodářského dvora
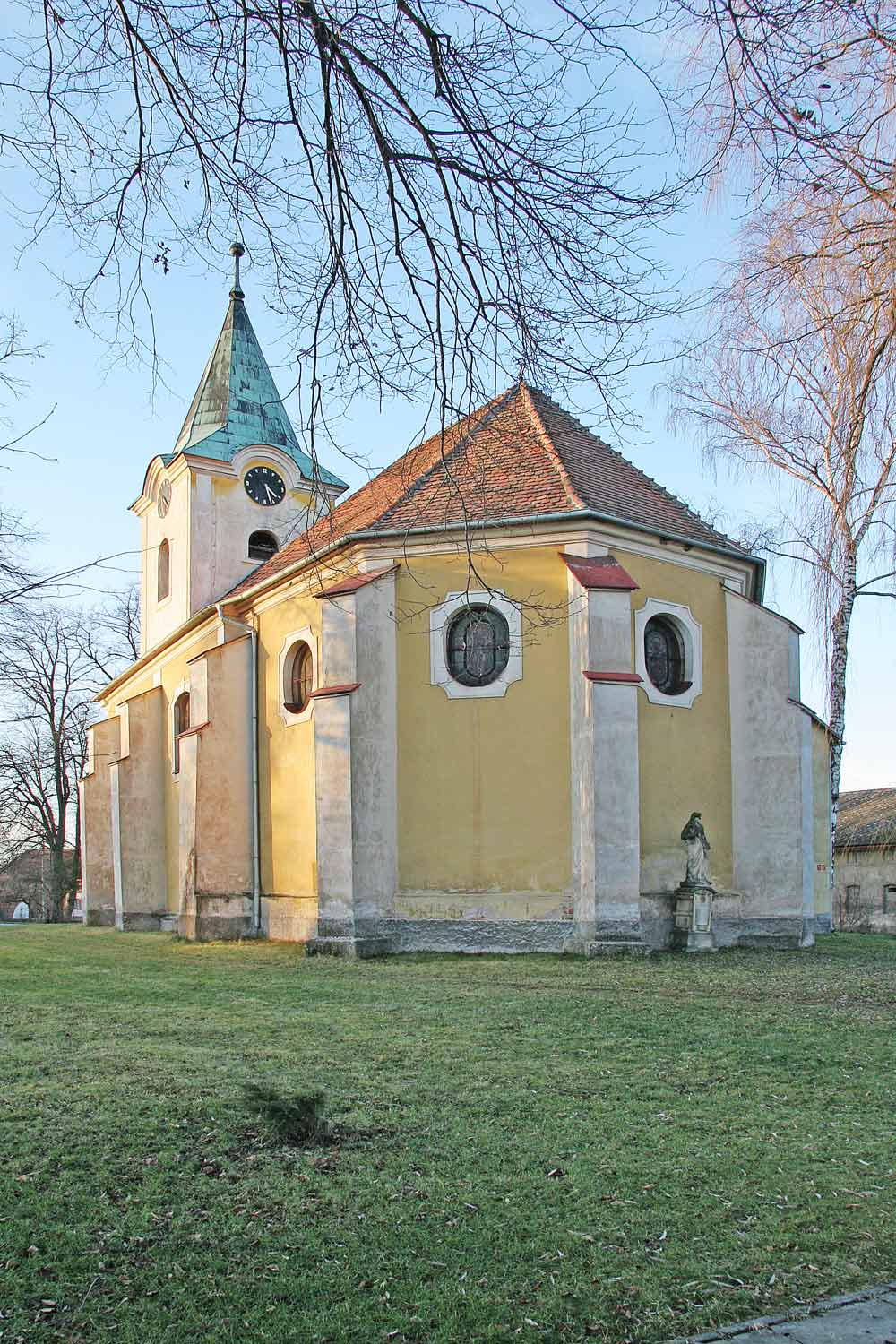
Kostel sv. Jakuba Staršího